# Scott Curry
Scott Curry (17 de maio de 1988) é um ruguebolista de sevens neozelandês.

## Carreira
Ele fez sua estreia no Dubai Sevens de 2010. Ele fez sua estreia nas Olimpíadas representando a Nova Zelândia nas Olimpíadas de Verão de 2016.
Curry foi descartado do time All Blacks Sevens para a Copa do Mundo de Rugby Sevens de 2013 na Rússia devido a uma lesão sofrida durante o treinamento. Ele foi incluído no time para os Jogos da Commonwealth de 2014 em Glasgow. No entanto, a Nova Zelândia perdeu para a África do Sul por 12–17 na final.
Curry foi o capitão do time All Blacks Sevens no USA Sevens de 2015 depois que DJ Forbes se machucou em Wellington. Ele foi o capitão do time de rugby sevens nas Olimpíadas de Verão de 2016. Ele ganhou a medalha de ouro com a equipe da Nova Zelândia no torneio masculino de rúgbi sevens durante os Jogos da Commonwealth de 2018. Ele foi o capitão do time da Nova Zelândia que triunfou no torneio da Copa do Mundo de Rugby Sevens de 2018 ao derrotar a Inglaterra por 33–12 na final.
Ele foi nomeado capitão do time da Nova Zelândia para competir nas Olimpíadas de Verão de 2020 no torneio masculino de rugby sevens. Ele também fez parte do time da Nova Zelândia que conquistou a medalha de prata após perder para Fiji por 27–12 nas Olimpíadas de Verão de 2020. Foi também a primeira medalha olímpica da Nova Zelândia no rugby sevens. Antes do início das Olimpíadas de 2020, ele anunciou que consideraria se aposentar do esporte após as Olimpíadas.
Curry fez parte do time All Blacks Sevens que ganhou uma medalha de bronze nos Jogos da Commonwealth de 2022 em Birmingham. Ele foi selecionado para o time All Blacks Sevens para a Copa do Mundo de Rugby Sevens de 2022 na Cidade do Cabo. Ele ganhou uma medalha de prata depois que seu time perdeu para Fiji na final da medalha de ouro.